# Vena apendicular
La vena apendicular (TA: vena appendicularis) es una vena satélite o acompañante de la arteria apendicular; se une con las venas cecales anterior y posterior para formar la vena ileocólica. Drena la sangre que proviene del apéndice vermiforme.